# Diplazium turgidum
Diplazium turgidum är en majbräkenväxtart som beskrevs av Eduard Rosenstock.
Diplazium turgidum ingår i släktet Diplazium och familjen Athyriaceae. Inga underarter finns listade i Catalogue of Life.